# Etolija
Etolija (starogrško Αιτωλία, latinizirano: Aitolia) je gorata grška pokrajina na severni obali Korintskega zaliva, del sedanje grške prefekture Etolija-Akarnanija.

## Geografija
Etolija na zahodu na reki Ahelos meji na Akarnanijo, na severu na Epir in Tesalijo, na vzhodu na Lokrido, na jugu pa na Korintski zaliv.
V klasičnem obdobju je bila sestavljena iz dveh pokrajin: na zahodu je bila Stara Etolija, ki je obsegala ozemlje od reke Ahelos do rek Evinos in Kalidon, vzhodno od  Evinosa in Kalidona do Ozolijske Lokride pa je bila Nova Etolija. Ravninska obalna področja Etolije so bila rodovitna, notranja gorata področja pa nerodovitna. Gore, v katerih je bilo mnogo divjih zveri, so prešle celo v grško mitologijo kot lovišče kalidonskega vepra. 

## Zgodovina
Prvotni prebivalci Etolije so bili Kureti in Lelegi. V zgodnjem grškem obdobju so se na njeno ozemlje priselili kolonisti iz Elide na Peloponezu, ki jih je vodil mitološki junak Etol, po katerem je pokrajina dobila ime. Dioniz iz Halikarnasa omenja, da je ime Kureti staro ime za Etolce, ime Lelegi pa staro ime za Lokrijce. Etolci pod poveljstvom kralja Toasa so se udeležili trojanske vojne.
Etolci so verjetno že v zgodnjem helenističnem obdobju ustanovili Etolsko zvezo plemen in mest, katere primarna naloga je bila vzajemna podpora in zaščita. Zveza je po letu 340 pr. n. št. postala ena od vodilnih vojaških sil v antični Grčiji  in pomemben nasprotnik makedonskih vladarjev in Ahajske zveze. Bila je tudi ena od najbolj učinkovitih političnih tvorb tistega časa. Ko je leta 279 pr. n. št. v celinsko Grčijo vdrla velika množica Galcev, so imeli prav Etolci največ zaslug, da so jih odbili in izgnali.
Etolska zveza je bila v nasprotju z Ahajsko zvezo razdeljena na polnopravne člane in zaveznike. Etolija je v zvezi obdržala gospodujoč položaj. Takšna ureditev je kljub temu omogočala vzdrževati demokracijo. Njena skupščina se je sestajala vsaki dve leti in sovpadala z etolskimi igrami, tako da se je skupščine udeležilo veliko večje število državljanov kot bi se je sicer. 
Etolija je v vojni proti Rimski republiki stopila na stran grškega kralja Antioha III. in je po njegovem porazu leta 189 pr. n. št. postala tako rekoč rimska podložnica. Po zmagi Ahajcev pod poveljstvom Lucija Mumija Ahaika leta 146 pr. n. št. je postala del rimske province Ahaje.
V srednjem veku je bila Etolija del Bizantinskega cesarstva, ki je prešlo pod osmansko oblast. Osmani so po relativno neuspešnem poskusu kolonizacije regije vzeli večje število sužnjev in dobrin in se zatem umaknili. 

## Slavni Etolci
- Etol, mitološki kralj Elide, ki je koloniziral Etolijo
- Andremon, oče mitološkega junaka Toasa
- Toas, mitološki junak, ki se je na grški strani vojskoval v trojanski vojni
- Titorm, legendarni pastir in najuspešnejši rokoborec na antičnih Olimpijskih igrah
- Aleksander Etolski, okoli 280 pr. n. št., pesnik
- Demokrit, general v etolski vojni
- Dorimah, general
- Nikolaj Etolski, general
- Teodot Etolski, general
- Pir, general v Elidi leta 218 pr. n. št.[4]
- Agelaj, 2. stoletje pr. n. št.,  vodilna osebnost Etolske zveze
- Kozma Etolski (1714–1779), menih